# Антон Вітшель
Антон Вітшель (нім. Anton Witschel) або Антон Вілтшль (нім. Anton Wiltschl), (18 січня 1905 — квітень 1961) — австрійський футболіст, що грав на позиції захисника.

## Клубна кар'єра
В складі «Рапіда» грав з 1928 по 1932, хоча гравцем основи команди так і не став. Дворазовий чемпіон Австрії, фіналіст Кубка Мітропи 1928. Загалом зіграв 23 матчі в складі клубу: 10 в чемпіонаті, 6 в Кубку Австрії і 7 в Кубку Мітропи.

## Титули і досягнення
- Чемпіон Австрії (2):

«Рапід» (Відень): 1928-1929, 1929-1930
- Фіналіст Кубка Мітропи (1):

«Рапід» (Відень): 1928